# Сивохинский сельсовет
Сивохинский сельсовет — сельское поселение в Тасеевском районе Красноярского края.
Административный центр — село Сивохино.

## История
Статус и границы сельского поселения установлены Законом Красноярского края от 25 февраля 2005 года № 13-3116 «Об установлении границ и наделении соответствующим статусом муниципального образования Тасеевский район и находящихся в его границах иных муниципальных образований» (в редакции Закона Красноярского края от 21.02.2006 № 17-4196)

## Население
| 2010 | 2012 | 2013 | 2014 | 2015 | 2016 | 2017 |
| ---- | ---- | ---- | ---- | ---- | ---- | ---- |
| 844  | ↘782 | ↘751 | ↘724 | ↘715 | ↘712 | ↘705 |

## Состав сельского поселения
В состав сельского поселения входят 4 населённых пункта:
| № | Населённый пункт | Тип населённого пункта       | Население |
| - | ---------------- | ---------------------------- | --------- |
| 1 | Корсаково        | деревня                      | 159       |
| 2 | Лукашино         | деревня                      | 126       |
| 3 | Сивохино         | село, административный центр | 447       |
| 4 | Ялай             | посёлок                      | 112       |

## Местное самоуправление
Сивохинский сельский Совет депутатов
Дата избрания: 14.03.2010. Срок полномочий: 5 лет. Количество депутатов:  10
Глава муниципального образования
- Жаконис Антонина Мифодьевна. Дата избрания: 14.03.2010. Срок полномочий: 5 лет